# 二郎镇 (重庆市)
二郎镇，中华人民共和国重庆市合川区下辖的一个镇，距离合川区主城距63公里，镇政府驻二郎场。它是合川区西北部商贸、物质集散和农副产品加工业的地区中心。

## 历史
- 二郎镇原名二郎场，始建于清代中期，原属合州定远县（今武胜县）辖；
- 清康熙八年（1669年），撤销定远县，属合州直辖；
- 雍正六年（1728年），二郎场属合州来苏里辖；
- 民国20年（1931年），建立二郎镇，属合川县第七区辖；
- 民国30年（1941年），二郎撤镇建乡；
- 1952年7月，设置二郎区（分原第八区成立），二郎乡成为区公所驻地；
- 1991年12月，建立二郎镇，一直至今。

## 行政区划
二郎镇下辖以下地区：
二郎社区、兴坝村、宝珠村、杉林村、联珠村、六合村、半月村和松林村。

## 地理人口
二郎镇位于合川区西北部，东与四川省武胜县接壤，西北与蓬溪县相连，南与潼南县毗邻，镇域幅员面积38.1平方公里，场镇建成区面积1.45平方公里。全镇辖11个行政村，1个居委会，总人口25326人，其中农业人口22591人，非农业人口2735人，场镇规划区内常住人口8200人，人口出生率5‰,人口自然增长率-3‰。

## 经济
经济以农业为主，全镇共有耕地面积21305亩，林地6200亩，建成了万亩优质粮油基地，其中水稻6000亩、油菜4000亩，全年粮食总产量8800吨。此外还出产梨、核桃等优质水果。除了传统的蚕桑和生猪外，亦是著名的养鸭大镇。

## 社会
二郎镇现有大型市场2个，其中综合农贸市场占地10亩，摊位300多个，年交易额达3600多万元。有医院两个，敬老院1个，其中最大的医院是合川人民医院二郎分院。初步建立了农村合作医疗，参合人数为14800人，参合率65.2%。

## 教育
二郎中学